# Vincent Lacombe
Pour les articles homonymes, voir Lacombe.
Vincent Lacombe est un joueur français de volley-ball né le 12 septembre 1989 à Cannes (Alpes-Maritimes). Il mesure 1,90 m et joue libero.

## Clubs
| Club                | Pays   | De        | À         |
| ------------------- | ------ | --------- | --------- |
| Montpellier UC      | France | 2008-2009 | 2009-2010 |
| Nancy Volley        | France | 2010-2011 | 2013-2014 |
| AMSL Fréjus         | France | 2014-2015 | 2015-2016 |
| Avignon Volley-Ball | France | 2016-2017 | 2018-2019 |